# Arthrocnodax asiaticus
Arthrocnodax asiaticus är en tvåvingeart som beskrevs av Fedotova 1998. Arthrocnodax asiaticus ingår i släktet Arthrocnodax och familjen gallmyggor.
Artens utbredningsområde är Kazakstan. Inga underarter finns listade i Catalogue of Life.